# Roy Drusky
Roy Drusky (* 22. Juni 1930 als Roy Frank Drusky, Jr. in Atlanta, Georgia; † 23. September 2004 in Nashville, Tennessee) war ein US-amerikanischer Country-Sänger und Songwriter, der in den 1960er Jahren seine größten Erfolge hatte.

## Leben
Roy Drusky begann während seiner zweijährigen Dienstzeit bei der US-Navy, sich ernsthaft mit Musik zu befassen. Nach seiner Entlassung studierte er Tiermedizin. Mit zwei Freunden gründete er eine Band, die Southern Ranch Boys. Der Gewinn eines Talentwettbewerbes führte zu einer eigenen Show bei einer lokalen Radiostation. 1953 erhielt er vom Starday-Label einen Schallplattenvertrag. Zwei Jahre später wechselte er zu Columbia Records. Er arbeitete eine Zeit lang als Diskjockey und begann Songs zu komponieren.
Ein wichtiger Karriereschritt gelang ihm 1958, als Faron Young mit seinem Song Alone With You einen Nummer-1-Hit landete. Nach diesem Prestigeerfolg zog Drusky nach Nashville, wo er bei Decca Records unterschrieb und von Owen Bradley produziert wurde. 1960 hatte er mit Another und Anymore seine ersten Top-10-Hits. Im gleichen Jahr wurde er ständiges Mitglied der Grand Ole Opry. Nach einigen weiteren Hits wechselte er 1963 zu Mercury Records.
Hier erreichte er 1965 mit dem im Duett mit Priscilla Mitchell gesungenen Yes, Mr. Peters die Spitzenposition der Country-Charts. Er galt als einer der führenden Vertreter des weichen Nashville Sounds. Sein Gesangsstil und die romantischen Balladen erinnerten an Eddy Arnold. Bis Anfang der 1970er Jahre produzierte er eine lange Folge von Top-10 und Top-20-Hits. 1974 wechselte er zu Capitol Records und später zu Scorpion, doch blieben die Hitparadennotierungen aus.
Neben seinen Aktivitäten als Sänger und Songwriter arbeitete er ab Mitte der 1960er Jahre als Musikproduzent und trat in drei Spielfilmen auf. Seinen letzten Auftritt in der Grand Ole Opry hatte er 2003.
Roy Drusky starb am 24. September 2004 nach langer Krankheit in Nashville, Tennessee.

## Diskografie

### Alben
| Jahr | Titel                                     | Label          | Anmerkung |
| ---- | ----------------------------------------- | -------------- | --------- |
| 1961 | Anymore With Roy Drusky                   | Decca          |           |
| 1962 | It’s My Way                               | Decca          |           |
| 1964 | Songs Of The Cities                       | Mercury        |           |
| 1964 | Yesterday’s Gone                          | Mercury        |           |
| 1964 | The Pick Of The Country                   | Mercury        |           |
| 1965 | Country Music All Around The World        | Mercury        |           |
| 1965 | Love’s Eternal Triangle                   | Mercury        |           |
| 1966 | Country Song Express                      | Mercury        |           |
| 1966 | Together Again                            | Mercury        |           |
| 1966 | In A New Dimension                        | Mercury        |           |
| 1966 | If The Whole World Stopped Lovin          | Mercury        |           |
| 1967 | Now (Is A Lonely Time)                    | Mercury        |           |
| 1968 | We Belong Together                        | Mercury        |           |
| 1969 | Jody And The Kid                          | Mercury        |           |
| 1969 | My Grass Is Green                         | Mercury        |           |
| 1970 | I’ll Make Amends                          | Mercury        |           |
| 1970 | All My Hard Times                         | Mercury        |           |
| 1971 | I Love The Way That You’ve Been Lovin' Me | Mercury        |           |
| 1972 | Doin' Something Right                     | Mercury        |           |
| 1974 | Peaceful Easy Loving                      | Capitol        |           |
| 1975 | This Life Of Mine                         | Capitol        |           |
| 1976 | Night Flying                              | Scorpion       |           |
| 2013 | 1955–1960                                 | Warped Records |           |